# اریک لیندن (کشتی‌گیر)
اریک لیندن (سوئدی: Erik Lindén؛ ۸ نوامبر ۱۹۱۱ – ۲۲ دسامبر ۱۹۹۲) کشتی‌گیر اهل سوئد بود.
وی در مسابقات کشوری و بین‌المللی در مجموع برندهٔ ۱ مدال برنز شده‌است.